# 巴萨克
巴萨克（法語：Bassac，法語發音：[basak]）是法国夏朗德省的一个市镇，属于干邑区。

## 地理
巴萨克（45°39'48"N, 0°6'24"W）面积7.62 平方千米，位于法国新阿基坦大区夏朗德省，该省份为法国西部内陆省份，北起德塞夫勒省和维埃纳省，东临上维埃纳省，东南至多尔多涅省，南至多爾多涅省，西接滨海夏朗德省。
与巴萨克接壤的市镇（或旧市镇、城区）包括：梅里尼亚克、穆利达尔、格拉沃圣阿芒、圣梅姆莱卡里耶尔、圣西蒙、特里亚克-洛特赖。

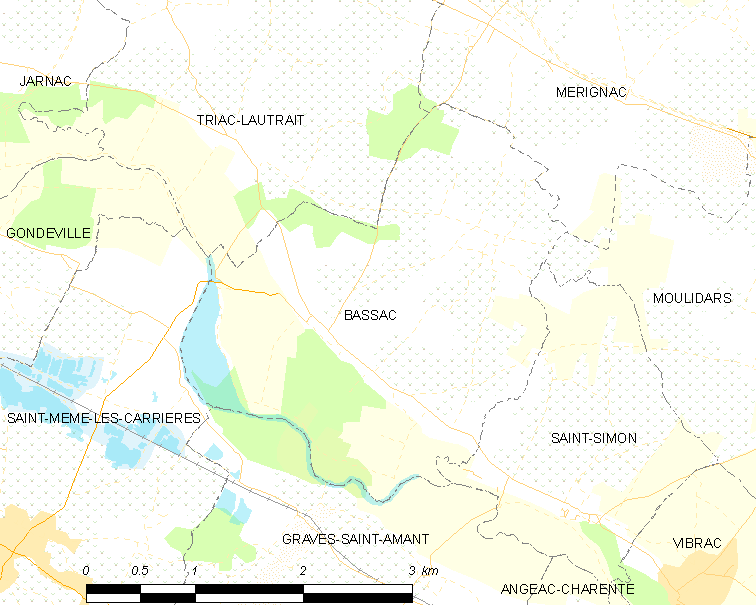
巴萨克的OSM定位图

巴萨克的时区为UTC+01:00、UTC+02:00（夏令时）。

## 行政
巴萨克的邮政编码为16120，INSEE市镇编码为16032。

## 政治
巴萨克所属的省级选区为雅纳克县。

## 人口

1962-2008年间巴萨克人口变化图示

巴萨克于2022年1月1日时的人口数量为522人。